# Beauty (Pferd)
Beauty, eigentlich Highland Dale (* 4. März 1943; † ca. 1972), war ein American Saddle Horse aus Missouri, das in zahlreichen Filmen mitwirkte. Als Tierdarsteller zählte er zu den bestbezahlten Filmtieren; noch besser verdienten nur die Langhaarcollies, die Lassie verkörperten.

## Leben
Der schwarze Hengst wurde 1943 unter dem Namen Highland Dale als Nachkomme des Zuchthengstes Liberty Dale geboren, wurde später jedoch auch unter den Namen der Pferde, die er spielte, bekannt. Im Alter von 18 Monaten wurde er von seinem späteren Trainer gekauft und nach Kalifornien gebracht.
Seine Karriere als Filmtier begann 1946 mit der Hauptrolle in Max Nossecks Verfilmung von Anna Sewells Roman Black Beauty. Der schwarze Hengst blieb vielen Zuschauern insbesondere als Reitpferd von Clark Gable (1952 in Lone Star) und Elizabeth Taylor (1956 in Giganten) in Erinnerung.
Von 1955 bis 1960 verkörperte er zudem in insgesamt 114 Folgen Fury. Die Gage für den Hengst, der neben vier weiteren Pferden für diese Serie eingesetzt wurde, betrug pro Folge 1500 Dollar. Beauty wurde für alle Szenen verwendet, die ungewöhnliche Dressurleistungen verlangten. Innerhalb von acht Jahren brachte das Pferd seinem Trainer Ralph McCutcheon mehr als 500.000 Dollar ein. Der Hengst trat auch in zahlreichen weiteren Filmen auf, unter anderem hatte er Gastrollen in der Serie Bonanza. 
Gesundheitlich war der Hengst jedoch angeschlagen und litt fast sein ganzes Leben lang an Atemproblemen, so dass für ihn bestimmtes Heu extra vorher eingeweicht wurde. Er starb im Alter von 29 Jahren.

## Filmographie (Auswahl)
- 1946: Black Beauty mit Mona Freeman
- 1946: Smoky, König der Prärie mit Fred MacMurray
- 1947: Black Gold mit Anthony Quinn
- 1948: Ein Pferd namens October mit Glenn Ford
- 1948: Wildfeuer, der schwarze Hengst (The Return of Wildfire) mit Richard Arlen
- 1949: Die rote Schlucht mit Ann Blyth
- 1951: Die Flamme von Arabien mit Jeff Chandler
- 1952: Mann gegen Mann mit Clark Gable
- 1954: Johnny Guitar mit Joan Crawford
- 1954: Treue
- 1955–1960: Fury
- 1956: Giganten mit Elizabeth Taylor
- 1957: Wild ist der Wind mit Anna Magnani und Anthony Quinn

## Auszeichnungen
- 1954: PATSY Award für Treue (Originaltitel: Gipsy Colt)[2]
- 1955: Award of Excellence für Fliegende Hufe (Originaltitel: The Outlaw Stallion)
- 1958, 1960 und 1961: Nominierungen für den PATSY Award